# Continental Congress
Het Continental Congress was van 1774 tot de aanname van de grondwet van de Verenigde Staten in 1789 de wetgevende vergadering van vertegenwoordigers van de verzamelde dertien koloniën, en na de Onafhankelijkheidsverklaring van de nieuw opgerichte Verenigde Staten.

## Het eerste Continentale Congres,5 september1774-26 oktober1774
Het eerste Continentale Congres kwam bijeen in Philadelphia onder het voorzitterschap van Peyton Randolph, om het verzet te coördineren tussen de dertien koloniën tegen de Britse belasting op thee en andere producten. Het belangrijkste resultaat van het eerste Continental Congress was het sluiten van een overeenkomst tussen de koloniën, de Articles of Association om Britse goederen te boycotten, en de export van de koloniën naar Groot-Brittannië stop te zetten, in het geval dat de Britten de nieuwe belastingwetten niet zouden intrekken.
Ook werd besloten dat als de Britse regering de belastingen zou handhaven, een tweede Continental Congress bijeen zou worden geroepen, om verdere actie te ondernemen.

## Het tweede Continentale Congres,10 mei1775-1 maart1781

De Onafhankelijkheidsverklaring wordt gepresenteerd aan het Continentaal Congres. Schilderij uit 1819

Het tweede Continentale Congres kwam voor het eerst samen op 10 mei 1775 in Philadelphia, en constateerde dat Groot-Brittannië op 26 maart 1775 de oorlog had verklaard aan de koloniën. Het congres besloot op 15 juni 1775 tot het oprichten van het Continentale Leger (Continental Army), met generaal George Washington als opperbevelhebber, om de strijd aan te gaan met de Britten. Pogingen werden ondernomen op 8 juli 1775 om tot een compromis te komen met de Britse Kroon, maar koning George III van Engeland weigerde de afvaardiging van het congres te ontmoeten.
Op 4 juli 1776 nam het tweede Continental Congress, onder voorzitterschap van John Hancock, de Onafhankelijkheidsverklaring aan. Na de onafhankelijkheidsverklaring trad het tweede Continental Congress op als de de facto regering van de nieuwe natie. In 1778 formaliseerde het zijn eigen rol met het aannemen van de Articles of Confederation. Het was de intentie om een confederatie van min of meer zelfstandige staten te creëren, gecoördineerd door een centrale regering met weinig eigen macht.

## Het Congress of the Confederation,1 maart1781-4 maart1789
Met het ratificeren van de Articles of Confederation door alle dertien voormalige koloniën werd de wettelijke grondslag gelegd voor de volgende fase van het Continental Congress, het Congres van de Confederatie. 
Na het einde van de onafhankelijkheidsoorlog met de Vrede van Parijs in 1783, werd de jonge natie geconfronteerd met economische problemen en het ontbreken van de brede bestuursstructuren nodig voor het bouwen van de nieuwe natie.
In 1787 besloot het Congress of the Confederation dat een sterkere centrale regering gewenst was, en nam het initiatief tot het ontwerpen van een centrale grondwet voor de nieuwe federatie.
Met de inwerkingtreding van de grondwet op 4 maart 1789 nam het congres van de Verenigde Staten de rol van het Continental Congress over.
Al met al heeft het Continental Congress een sleutelrol gespeeld bij het leiden van de jonge Verenigde Staten door de onafhankelijkheidsoorlog en de voorbereidingen voor de grondwet, alhoewel het weinig geld en geen echte macht had.